# Grafkapel Van Willigen-Glavany

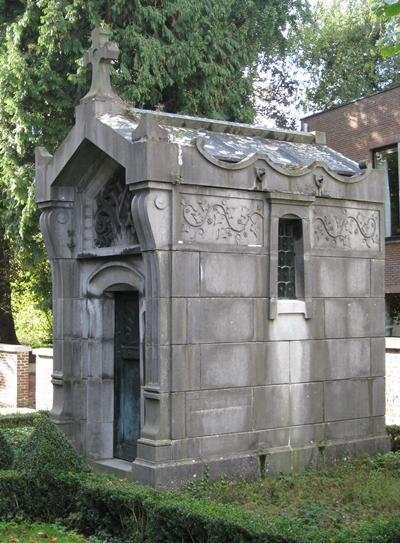
Grafkapel Van Willigen-Glavany

De grafkapel van de familie Van Willigen-Glavany is een beschermd monument in Lummen en bevindt zich naast de Onze-Lieve-Vrouw Hemelvaartkerk in het centrum van de gemeente. De grafkapel is opgetrokken in art-nouveaustijl.
De grafkapel werd in 1904 opgericht voor Henri Van Willigen (1852-1904) en zijn vrouw Marie Louise Glavany de Gonzague (1855-1942). Het koppel had geen kinderen. In 1888 verhuisden de twee naar Kasteel Het Hamel in Lummen, nadat Hanri Van Willigen het kasteel van zijn moeder erfde. In 1892 werd Henri Van Willigen burgemeester in Lummen. Zijn gedenkplaat bevindt zich in de grafkapel. Het koppel gaf ook de opdracht voor de bouw van de kenmerkende kiosk op het Gemeenteplein van Lummen.
In 1970 werd het oude kerkhof door de Lummense gemeenteraad gesloten. Dit houdt onder meer in dat er in de grafkapel geen mensen meer mogen bijgezet worden. De bijhorende grafkelder werd dan ook gedempt. 
In 2002 werd de grafkapel bij ministerieel besluit beschermd als monument.